# Universidad de los Llanos
La Universidad de los Llanos, es la institución académica de educación superior de carácter público más grande de la región de los llanos orientales y la amazonia colombiana. Su sede principal se encuentra en Villavicencio, además de distintos Centros Regionales en diferentes ciudades y municipios de la región.
Es una universidad adscrita al Ministerio de Educación de Colombia. La Universidad de los Llanos se encuentra ubicada en la ciudad de Villavicencio, capital del departamento del Meta. Su sede principal está ubicada en la vereda Barcelona de dicha ciudad (Sede Barcelona), y cuenta con una segunda sede ubicada en el centro de la ciudad (Sede San Antonio).

## Historia
Creada por decisión gubernamental en 1974 como Universidad Tecnológica de los Llanos Orientales mediante la Ley 8 de 1974 y el Decreto 2513 de noviembre de 25 de 1974 del Ministerio de Educación Nacional, la institución se concentró en la formación de profesionales en que atendieran los procesos de enseñanza, ciencias de la salud y para responder a la expansión agrícola y ganadera propia de la región.
En 1974 la Universidad Tecnológica de los Llanos funcionaba parcialmente en el Colegio INEM "Luís López de Mesa", ubicado dentro del perímetro urbano de Villavicencio. Más adelante la Universidad de los Llanos fue trasladada a la vereda Barcelona, antes conocida como la Hacienda Apiay, debido a la donación del terreno por parte de la hacendada Felicidad Barrios.
Años de aportes en regalías (1987-2001) a la Unillanos permiten expandir su área física y dan oportunidad a la oferta de nuevos programas en la Sede Barcelona y la Sede San Antonio, este periodo de ascenso es simultáneo a la bonanza minera de la región.[cita requerida]
En el marco de la Ley 30 de 1992 y la Resolución 03273 de junio de 25 de 1993, el Ministerio de Educación Nacional le otorga el estatus de Universidad, que ante la sociedad y el estado, le conceden consecuencias especiales.
En el año 2001 la Asamblea Departamental del Departamento del Meta deroga el aporte de regalías para la Universidad por la Ordenanza 470 de octubre de 9 de 2001.
En el 2004 se expiden resoluciones del MEN en las cuales se otorgan el Registro Calificado para cuatro de sus programas: Ingeniería Agronómica, Ingeniería de Sistemas, Ingeniería Electrónica y Enfermería. También se obtiene el registro de la Maestría en Acuicultura.
En el 2011, por primera vez en su historia, la Universidad cae en un déficit fiscal de 5.970 millones de pesos.

## Unidades académicas
La universidad está integrada por 5 facultades que ofrecen 16 programas de pregrado. Además ofrece 13 especializaciones, 4 maestrías y un doctorado. Cuenta con varios CERES ubicados en todo el Departamento y en San José del Guaviare donde se ofrecen 6 programas de pregrado.
Actualmente, ha implementado ofertados en convenio con Instituciones de Educación Media en: 
Ciclo técnico:
- Técnica Profesional en Sistemas de Producción Porcícola (en ciclo propedéutico con Tecnología en Gestión de Empresas Pecuarias)
- Técnica Profesional en Sistemas de Producción Avícola (en ciclo propedéutico con Tecnología en Gestión de Empresas Pecuarias)

Ciclo Tecnológico: 
- Tecnología y Gestión de Empresas Pecuarias (en ciclo propedéutico con las técnicas Profesionales en Sistemas de Producción Avícola y Porcícola)

## Programas Académicos

### Pregrado
Facultad de Ciencias Agropecuarias y Recursos Naturales 
- Ingeniería Agroindustrial
- Ingeniería Agronómica
- Medicina Veterinaria y Zootecnia
- Ingeniería forestal

Facultad de Ciencias Básicas e Ingeniería 
- Biología
- Ingeniería de Sistemas
- Ingeniería Electrónica
- Ingeniería Ambiental
- Ingeniería de Procesos

Facultad de Ciencias de la Salud 
- Enfermería
- Tecnología de Regencia en Farmacia
- Fonoaudiologia
- Fisioterapia

Facultad de Ciencias Económicas 
- Administración de Empresas
- Contaduría pública
- Economía
- Mercadeo

Facultad de Ciencias Humanas y de la Educación 
- Licenciatura en Educación Física y Deportes
- Licenciatura en Matemáticas y Física
- Licenciatura en Educación Infantil

### Posgrado
Especialización 
- Especialización en Acuicultura: Aguas Continentales
- Especialización en Administración de Negocios
- Especialización en Administración en Salud
- Especialización en Epidemiología
- Especialización en Finanzas
- Especialización en Gestión Ambiental Sostenible
- Especialización en Ingeniería de Software
- Especialización en Instituciones Jurídico Procesales (En convenio)
- Especialización en Instrumentación y Control Industrial
- Especialización en Salud Familiar
- Especialización en Salud Ocupacional
- Especialización en Tecnologías de la Información y las Comunicaciones aplicadas a la Educación.
- Especialización Producción Agrícola Tropical Sostenible

Maestría 
- Maestría en Acuicultura
- Maestría en Gestión Ambiental Sostenible
- Maestría en Sistemas Sostenibles de Salud - Producción Animal Tropical
- Maestría en Producción Tropical Sostenible
- Maestría en Educación
- Maestría en Administración

Doctorados 
- Doctorado en Ciencias Agrarias[8]